# 2. ŽNL Dubrovačko-neretvanska 1998./99.
Ovaj članak je podtema članka: 5. rang HNL-a 1998./99.

2. ŽNL Dubrovačko-neretvanska u sezoni 1998./99. je predstavljala drugi stupanj županijske lige u Dubrovačko-neretvanskoj županiji, te ligu petog stupnja hrvatskog nogometnog prvenstva. 
Sudjelovalo je devet klubova, a prvak je postao klub "Hajduk" iz Radovčića.

## Momčadi
- Faraon – Trpanj
- Grk – Potomje
- Hajduk – Radovčići
- Iskra – Janjina
- Jadran 1929 – Smokvica
- Omladinac – Lastovo
- Ponikve – Ponikve
- Putniković – Putniković
- Rat – Kuna Pelješka

## Ljestvica
- poredak bez pojedinih neodigranih utakmica

| Poz. | Momčad               | U | P | N | I | G+ | G– | G+/– | Bod. |
| ---- | -------------------- | - | - | - | - | -- | -- | ---- | ---- |
| 1.   | Hajduk Radovčići (P) | 0 | ? | ? | ? | ?  | ?  | —    | 33   |
| 2.   | Jadran 1929 Smokvica | 0 | ? | ? | ? | ?  | ?  | —    | 33   |
| 3.   | Grk                  | 0 | ? | ? | ? | ?  | ?  | —    | 30   |
| 4.   | Putniković           | 0 | ? | ? | ? | ?  | ?  | —    | 20   |
| 5.   | Rat                  | 0 | ? | ? | ? | ?  | ?  | —    | 18   |
| 6.   | Omladinac            | 0 | ? | ? | ? | ?  | ?  | —    | 13   |
| 7.   | Faraon               | 0 | ? | ? | ? | ?  | ?  | —    | 12   |
| 8.   | Iskra                | 0 | ? | ? | ? | ?  | ?  | —    | 9    |
| 9.   | Ponikve              | 0 | ? | ? | ? | ?  | ?  | —    | 6    |

## Rezultatska križaljka
| kratica | klub                 | HAJ | JAS | GRK | PUT | RAT | OML | FAR | ISK | PON |
| --- | -------------------- | --- | --- | --- | --- | --- | --- | --- | --- | --- |
| HAJ | Hajduk Radovčići     |     |     |     |     |     |     |     |     |     |
| JAS | Jadran 1929 Smokvica |     |     |     |     |     |     |     |     |     |
| GRK | Grk                  |     |     |     |     |     |     |     |     |     |
| PUT | Putniković           |     |     |     |     |     |     |     |     |     |
| RAT | Rat                  |     |     |     |     |     |     |     |     |     |
| OML | Omladinac            |     |     |     |     |     |     |     |     |     |
| FAR | Faraon               |     |     |     |     |     |     |     |     |     |
| ISK | Iskra                |     |     |     |     |     |     |     |     |     |
| PON | Ponikve              |     |     |     |     |     |     |     |     |     |
| |                      |     |     |     |     |     |     |     |     |     |
| podebljan rezltat - igrano u prvom dijelu lige (1. – 7. kolo) rezultat normalne debljine - igrano u drugom dijelu lige (8. – 14. kolo) rezultat nakošen - nije vidljiv redoslijed odigravanja međusobnih utakmica iz dostupnih izvora prekrižen rezultat - poništena ili brisana utakmica p - utakmica prekinuta p.f. - rezultat 3:0 bez borbe |                      |     |     |     |     |     |     |     |     |     |

 Izvori: 